# Eomakhaira molossus
Eomakhaira molossus — викопний вид нижчих ссавців родини Proborhyaenidae, що існував в ранньому олігоцені в Південній Америці. Описаний у 2020 році на основі решток нижньої щелепи, що знайдена у провінції Капітан-Прат в Чилі.

## Назва
Родова назва Eomakhaira складається з двох давньогрецьких слів: eos — «ранній», та makhaira — «махайра», тип короткого меча, що належить до лезоподібних іклів тилакосмілінів.

## Опис
Найменший представник родини, вагою 9,5-10 кг.